# Paroppia breviseta
Paroppia breviseta är en kvalsterart som först beskrevs av Balogh 1962.  Paroppia breviseta ingår i släktet Paroppia och familjen Oppiidae. Inga underarter finns listade i Catalogue of Life.